# Landeleau
Landeleau är en kommun i departementet Finistère i regionen Bretagne i västra Frankrike. Kommunen ligger i kantonen Châteauneuf-du-Faou som tillhör arrondissementet Châteaulin. År 2022 hade Landeleau 982 invånare.

## Befolkningsutveckling
Antalet invånare i kommunen Landeleau
Referens:INSEE